# Hà Hưởng Kiện
Hà Hưởng Kiện (tiếng Trung: 何享健, sinh 5 tháng 10 năm 1942) là tỷ phú, người đồng sáng lập của Midea, một trong những nhà sản xuất thiết bị điện gia dụng lớn nhất Trung Quốc. Với một giá trị ròng 10,6 tỷ USD trong tháng 7 năm 2015, ông là người giàu thứ 9 ở Trung Quốc, và thứ 136 thế giới theo Forbes. Ông cũng từng được xếp hạng 6 trong danh sách những người giàu nhất Trung Quốc năm 2010, và thứ 9 trong năm 2011.